# Heiller Károly
Heiller Károly, Karl Heiller (Pozsony, 1811. február 11. – Pozsony, 1889. március 24.) r.k. apát-kanonok, választott püspök.

## Életútja
Szülővárosában végezte a gimnáziumot; 1828-tól a bölcseletet és hittudományokat hallgatta Nagyszombatban. 1834. február 25-én miséspappá szentelték föl. Káplán volt Misérden és Pozsonyban, ugyanott hitszónok is. 1849. július 17-én pozsonyi kanonokká nevezték ki és egyúttal városi plébános lett. A tankerületi főigazgatóságok intézménye 1849. november 9-iki rendelettel behozatván, Cherrier pozsonyi akadémiai főigazgató helyébe ideiglenesen tanfelügyelőnek nevezték ki. Később Szent Györgyről nevezett gothali címzetes apát, 1880. március 21-én biduai címzetes püspök, 1884-ben a II. osztályú vaskorona-rend lovagja lett. 
A pozsonyi városi képviselőtestület tagja volt. Egyházi régiségeket ajándékozott a Pozsony Városi Múzeumnak.

## Művei
- Das Vater Unser in sieben Fastenpredigten. Pressburg, 1841
- Glaube, Hoffnung und Liebe. Pressburg, 1849
- Predigt, am jährlichen Busz- und Bettage, zur Erinnerung an das verheerende Feuer, welches am 18. Juli im Jahre 1800 in der königl. freien Krönnugs-Stadt Pressburg wüthete... Pressburg, év n.
- Wallfahrts-Predigt bei Gelegenheit der Pressburger Votiv-Procession nach dem Gnadenorte Maria-Zell, daselbst gehalten am 21. August 1850... Pressburg, 1850
- Predigt gehalten am Sylvester-Abend des J. 1850. im Dome zu St-Martin. Pressburg. 1851
- Zwei Fastenpredigten zu Weihnacht und am Jahresschlusse gehalten im Dome zu St. Martin. Pressburg, 1852
- Wallfahrtsbuch zum Gebrauche der frommen Pilger nach Maria-Zell in Steiermark. Aus den bewährtesten kathol. Schriftstellern gesammelt. Pressburg, 1852 (2. kiadás. Pressburg, 1858)
- Predigt zur zweihundertjährigen Jubelwallfahrt der kath. Pressburger Gemeinde nach dem Gnadenorte Maria-Zell. Am 21. Aug. 1852 daselbst abgehalten. Pressburg, 1852
- Predigten an den sechs Sonntagen der heiligen Fastenzeit im J. 1851. geh. im Dome zu St. Martin. Pressburg, 1852
- Bild des katholischen Priesters in seiner Wirksamkeit als Seelsorger. Predigt bei der am 28. Aug. 1853 begonnenen Priester-Jubiläums-Feier des Hochgebornen und Hochwürdigen Herrn Josef Freiherrn v. Metzburg, Pfarrers in der Neustadt in Pressburg. Pressburg, 1853